# Gonodonta teretemacula
Gonodonta teretemacula là một loài bướm đêm trong họ Noctuidae.